# Offensief in West-Libië (2019)
Het offensief in West-Libië werd op 4 april 2019 in gang gezet door het Libische Nationale Leger onder leiding van generaal Khalifa Haftar. Het doel van deze militaire campagne is het innemen van het westen van Libië, in het bijzonder de hoofdstad Tripoli, alwaar de door de Verenigde Naties gesteunde Regering van het Nationale Akkoord zetelt.
De operatie staat ook wel bekend als Operation Flood of Dignity.

## Achtergrond
De politieke en militaire situatie in Libië bleef onstabiel nadat premier Moammar al-Qadhafi in 2011 was afgezet en gedood. In de zomer van 2014 kwam in Tobroek het Huis van Afgevaardigden aan de macht. Zij lieten zich erop voorstaan de enige legitieme regering in het land te zijn, en kregen steun van het Libische Nationale Leger onder leiding van Haftar. Haftars troepen kregen vanaf begin 2015 ondersteuning van Frankrijk. Andere landen waarvan wordt gezegd dat ze Haftar steunen zijn Rusland, Egypte en de Verenigde Arabische Emiraten.
In april 2016 werd in Tripoli de alternatieve Regering van Nationaal Akkoord van premier Fayez al-Sarraj geïnstalleerd. Deze regering wordt sindsdien gesteund door de Verenigde Naties. In 2017 en 2018 deden de regeringen diverse pogingen om nader tot elkaar te komen. Haftar en premier Fayez al-Sarraj hadden een persoonlijke ontmoeting in november 2018 en februari 2019, waarbij ook de mogelijkheid van verkiezingen ter sprake kwam. UNSMIL bemiddelde in de onderhandelingen. In maart en april werden met succes gemeenteverkiezingen gehouden.

## Gevechten
Op 4 april 2019 verklaarde Haftar in een toespraak de oorlog aan de "onderdrukkers in Tripoli" De regering in Tripoli reageerde door alle militaire en veiligheidsdiensten te laten mobiliseren. Nog diezelfde dag werd de stad Gharyan ingenomen door het Libisch Nationaal Leger, dat vervolgens verder oprukte naar het westen richting Tripoli. Een dag later bereikten ze al de buitenwijken van deze stad. Op 6 april verklaarde het Libische Nationale Leger het westen van het land tot no-flyzone.
Een nationale conferentie over het organiseren van parlements- en presidentsverkiezingen die voor 14-16 april stond gepland, werd vanwege het uitgebroken geweld voor onbepaalde tijd uitgesteld.

## Oorlogsmisdaden
Op 18 mei 2019 werd een station van het waterproject Great Man-made River gesaboteerd door strijders die zich loyaal verklaarden aan Haftar, waardoor de watertoevoer naar Tripoli en andere steden werd afgesloten. Drie dagen later werd de watervoorziening hersteld. VN-coördinator voor humanitaire hulpverlening Maria do Valle Ribeiro sprak van een oorlogsmisdaad.
De Wereldgezondheidsorganisatie maakte op 15 juli 2019 bekend dat er als gevolg van de gevechten inmiddels 1093 doden (onder wie 106 burgerslachtoffers) waren gevallen en 5752 gewonden.

## Staakt-het-vuren
Op de avond van 11 januari 2020 bereikten de strijdende partijen een akkoord over een staakt-het-vuren, dat om middernacht moest ingaan.

## Herinname Tripoli
Begin juni 2020 kreeg het Libische regeringsleger Tripoli opnieuw onder controle. De troepen van Haftar trokken zich terug naar het oosten van Libië.